# 限定救命艇手
限定救命艇手（げんていきゅうめいていしゅ）とは、限定救命艇手講習を修了した者。

## 概要
- 国内を航行する船舶の膨張式救命いかだのみ扱うことができる。

## 受講資格
- 誰でも受講できるが、資格取得は18歳以上で健康証明書を所持していて船舶に6ヶ月以上乗り組んだ者。

## 講習
- 3日間、国土交通省より委託講習を受けた所で受講する。

### 講習科目
筆記
1. 船員としての一般知識
2. 操練に関する知識
3. 旅客の誘導に関する知識
4. 膨張式救命いかだ、救命設備及び信号装置に関する知識
5. 船員法その他船員の安全及び衛生に関する法令

実技
1. 救命器具及び信号装置の取扱方法
2. 膨張式救命いかだの取扱方法
3. 膨張式救命いかだの艤装品の取扱方法